# Spichernstraße
Spichernstraße – stacja metra w Berlinie, w dzielnicy Wilmersdorf, w okręgu administracyjnym Charlottenburg-Wilmersdorf na linii U3 i U9. Stacja została otwarta w 1959.